# Гродкувка
Гродкувка (пол. Grodkówka, Gródek) — гірська річка в Польщі, у Новосондецькому повіті Малопольського воєводства. Права притока Білої, (басейн Балтійського моря).

## Опис
Довжина річки 6 км, найкоротша відстань між витоком і гирлом — 4,74  км, коефіцієнт звивистості річки — 1,27 . Формується притоками, багатьма безіменними струмками та частково каналізована.

## Розташування
Бере початок на південно-східних схилах безіменної гори (445,6 м) на висоті приблизно 420 м над рівнем моря на південно-східній околиці села Грудек (гміна Грибів). Тече переважно на північний захід і у селі Біла Ніжна впадає у річку Білу, праву притоку Дунайця.

## Притоки
- Всювка (права).

## Цікаві факти
- У селі Грудек річку перетинає автомобільна дорога Воєводська 981 та залізнична дорога. На правому березі річки на відстані приблизно 1,16 км розташована станція Стре, а на лівому березі на відстані приблизно 2,00 км — станція Грибув.